# Subhas Chandra Bose
Subhas Chandra Bose [a] (Cuttack, 23 de janeiro de 1897 –  Taihoku, 18 de agosto de 1945) foi um nacionalista indiano cujo desafio à autoridade britânica na Índia fez dele um herói entre muitos indianos, [b] [c] [d] mas suas alianças de guerra com a Alemanha Nazista e o Japão Imperial deixaram um legado atormentado pelo autoritarismo, [e] [f] [g] antissemitismo, [h] [i] [j] [k] [l]  e fracasso militar. [m]   [n] [o] O título honorífico "Netaji" (em hindustâni: "Líder Respeitado") foi aplicado pela primeira vez a Bose na Alemanha no início de 1942 pelos soldados indianos da Indische Legion e pelos oficiais alemães e indianos do Escritório Especial para a Índia em Berlim. Agora é usado em toda a Índia. [p] 
Bose nasceu rico e privilegiado em uma grande família bengali em Orissa, durante o Raj Britânico. Um dos primeiros a receber uma educação anglo-centrada, ele foi enviado depois da faculdade para a Inglaterra para fazer o exame do Serviço Civil Indiano. Ele foi aprovado com distinção no primeiro exame, mas hesitou em fazer o exame final de rotina, alegando que o nacionalismo era sua vocação mais elevada. Ao retornar à Índia em 1921, Bose juntou-se ao movimento nacionalista liderado por Mahatma Gandhi e ao Congresso Nacional Indiano. Ele sucedeu Jawaharlal Nehru na liderança de um grupo dentro do Congresso que era menos interessado em reformas constitucionais e mais aberto ao socialismo. [q] Bose tornou-se presidente do Congresso em 1938. Após a reeleição em 1939, surgiram diferenças entre ele e os líderes do Congresso, incluindo Gandhi, sobre a futura federação da Índia Britânica e dos estados principescos, mas também porque o desconforto havia crescido entre a liderança do Congresso sobre a atitude negociável de Bose em relação à não violência e seus planos para maiores poderes para si mesmo. Após a grande maioria dos membros do Comitê de Trabalho do Congresso se terem demitido em protesto, Bose demitiu-se da presidência e acabou por ser afastado do partido.  
Em abril de 1941, Bose chegou à Alemanha Nazista, onde a liderança ofereceu uma simpatia inesperada mas ambígua pela independência da Índia.  Fundos alemães foram empregados para abrir um Centro Índia Livre em Berlim. Uma Legião da Índia Livre, composta por 3.000 homens, foi recrutada entre os prisioneiros de guerra indianos capturados pelo Afrika Korps de Erwin Rommel para servir sob o comando de Bose.  [r] Embora periféricos aos seus objetivos principais, os alemães consideraram inconclusivamente uma invasão terrestre da Índia ao longo de 1941. Na primavera de 1942, o exército alemão estava atolado na Rússia e Bose ficou ansioso para se mudar para o sudeste da Ásia, onde o Japão tinha acabado de obter vitórias rápidas.  Adolf Hitler, durante seu único encontro com Bose no final de maio de 1942, concordou em providenciar um submarino.  Durante esse tempo, Bose tornou-se pai; sua esposa,  [s] ou companheira,  [t] Emilie Schenkl, deu à luz uma menina.  Identificando-se fortemente com as potências do Eixo, Bose embarcou em um submarino alemão em fevereiro de 1943.   Ao largo de Madagáscar, foi transferido para um submarino japonês de onde desembarcou em Sumatra, sob controlo japonês, em Maio de 1943. 
Com o apoio japonês, Bose reformulou o Exército Nacional Indiano (INA), que era composto por prisioneiros de guerra indianos do exército indiano britânico que haviam sido capturados pelos japoneses na Batalha de Singapura.   Um Governo Provisório da Índia Livre (Azad Hind) foi declarado nas Ilhas Andamão e Nicobar ocupadas pelos japoneses e foi nominalmente presidido por Bose.   [u] Embora Bose fosse invulgarmente motivado e carismático, os japoneses consideravam-no militarmente pouco qualificado,  e o seu esforço militar foi de curta duração. No final de 1944 e início de 1945, o Exército Indiano Britânico reverteu o ataque japonês à Índia. Quase metade das forças japonesas e metade do contingente participante do INA foram mortos. [v] O INA restante foi expulso pela Península Malaia e rendeu-se com a recaptura de Singapura. Bose decidiu fugir para a Manchúria em busca de um futuro na União Soviética, que ele acreditava ter se tornado antibritânica.
Bose morreu de queimaduras de terceiro grau depois que seu avião caiu em Taiwan, Japão, em 18 de agosto de 1945. [w] Alguns indianos não acreditavam que o acidente tivesse ocorrido, [x] esperando que Bose retornasse para garantir a independência da Índia. [y] [z] [aa] O Congresso Nacional Indiano, o principal instrumento do nacionalismo indiano, elogiou o patriotismo de Bose, mas distanciou-se de suas táticas e ideologia.  O Raj Britânico, nunca seriamente ameaçado pelo INA, acusou 300 oficiais do INA de traição nos julgamentos do Exército Nacional Indiano, mas acabou por recuar perante a oposição do Congresso, [ab] e um novo sentimento na Grã-Bretanha de uma rápida descolonização na Índia.   O legado de Bose é misto. Entre muitos na Índia, ele é visto como um herói, e sua saga serve como um possível contrapeso às muitas ações de regeneração, negociação e reconciliação ao longo de um quarto de século pelas quais a independência da Índia foi alcançada. [ac] Muitos na direita e na extrema-direita veneram-no frequentemente como um defensor do nacionalismo indiano, bem como da identidade hindu, através da difusão de teorias da conspiração. As suas colaborações com o fascismo japonês e o nazismo levantam sérios dilemas éticos, [ad] especialmente a sua relutância em criticar publicamente os piores excessos do antissemitismo alemão a partir de 1938 ou em oferecer refúgio na Índia às suas vítimas.

## Biografia

### 1897–1921: Início de vida

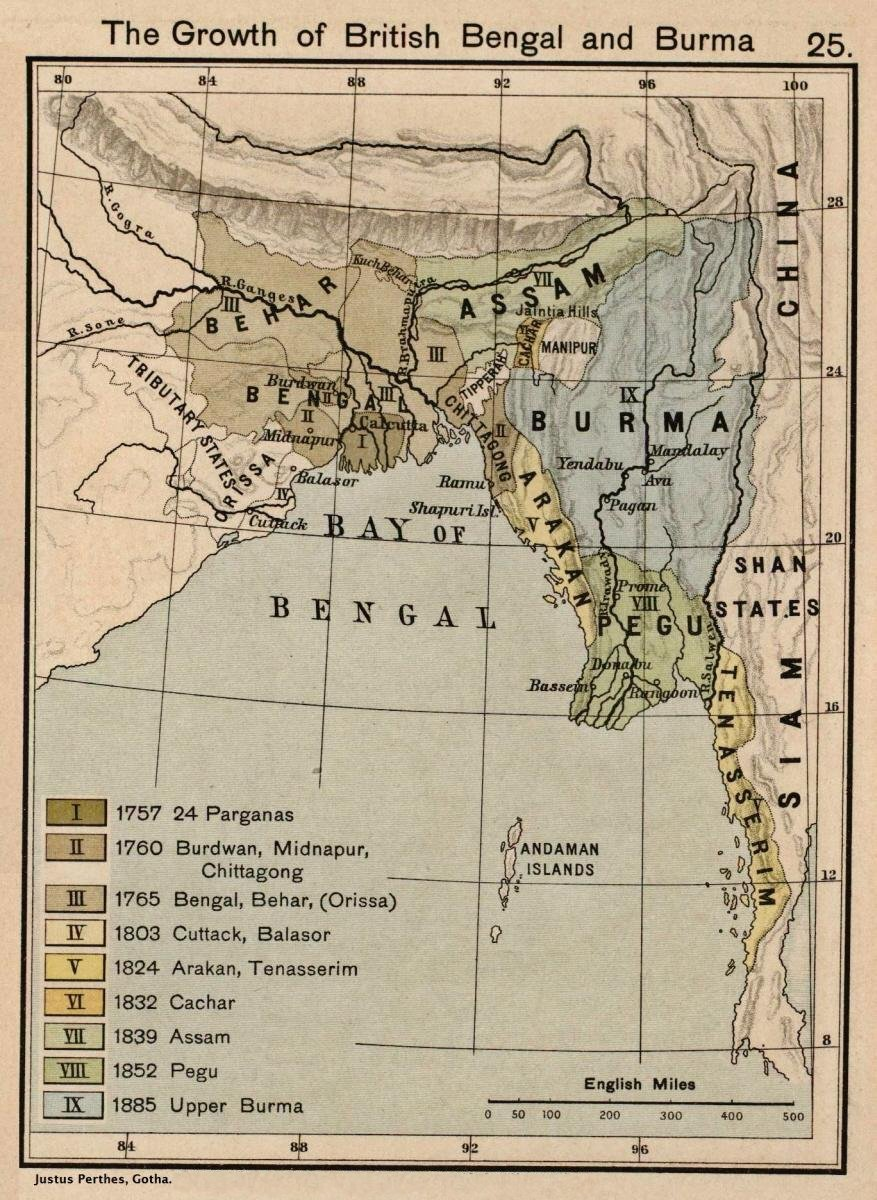
O crescimento de Bengala Britânica entre 1757 e 1803 é mostrado em tons de marrom. Cuttack tem aproximadamente 362 km a sudoeste de Calcutá

Subhas Chandra Bose nasceu de pais bengalis Prabhabati Bose (née Dutt) e Janakinath Bose em 23 de janeiro de 1897 em Cuttack —no que é hoje o estado de Orissa na Índia, mas fazia parte da Presidência de Bengala na Índia Britânica. [ae] [af] Prabhabati, ou familiarmente Mā jananī (lit.  "mãe"), a âncora da vida familiar, teve seu primeiro filho aos 14 anos e 13 filhos depois disso. Subhas foi o nono filho e o sexto filho.  Jankinath, um advogado de sucesso e defensor do governo,  era leal ao governo da Índia Britânica e escrupuloso em questões de linguagem e direito. Um homem que se fez sozinho, vindo dos arredores rurais de Calcutá, ele manteve contato com suas raízes, retornando anualmente à sua aldeia durante os feriados de pooja. 
Seguindo seus cinco irmãos mais velhos, Bose ingressou na Escola Europeia Protestante da Missão Batista em Cuttack em janeiro de 1902.  O inglês era o meio de ensino de toda a escola, sendo a maioria dos alunos europeus ou anglo-indianos de ascendência mista britânica e indiana.  O currículo incluía inglês — escrito e falado corretamente — latim, a Bíblia, boas maneiras, geografia britânica e história britânica; nenhuma língua indiana era ensinada.   A escolha da escola foi do pai de Bose, que queria que seus filhos falassem inglês impecável e com entonação impecável, acreditando que ambos eram importantes para o acesso aos britânicos na Índia.  A escola contrastava com a casa de Subhas, onde só se falava bengali . Em casa, sua mãe adorava as deusas hindus Durga e Kali, contava histórias dos épicos Mahabharata e Ramayana e cantava canções religiosas bengalis.  Dela, Subhas absorveu um espírito protetor, procurando situações em que pudesse ajudar pessoas em dificuldades, preferindo cuidar do jardim em casa a participar de esportes com outros meninos.  Seu pai, de maneiras reservadas e ocupado com a vida profissional, era uma presença distante em uma família grande, fazendo com que Subhas sentisse que teve uma infância indefinida.  Ainda assim, Janakinath lia literatura inglesa avidamente - John Milton, William Cowper, Matthew Arnold e Hamlet de Shakespeare estavam entre seus favoritos; vários de seus filhos se tornariam entusiastas da literatura inglesa como ele. 
Em 1909, Subhas Bose, de 12 anos, seguiu seus cinco irmãos para a Ravenshaw Collegiate School em Cuttack.  Aqui, também se ensinava o bengali e o sânscrito, assim como ideias das escrituras hindus, como os Vedas e os Upanixades, que normalmente não eram aprendidas em casa.  Embora sua educação ocidental tenha continuado acelerada, ele começou a usar roupas indianas e a se envolver em especulações religiosas. Para sua mãe, ele escreveu longas cartas que demonstravam conhecimento das ideias do místico bengali Ramakrishna Paramahamsa e de seu discípulo Swami Vivekananda, e do romance Ananda Math de Bankim Chandra Chatterjee, popular na época entre os jovens hindus.  Apesar da preocupação, Subhas conseguiu demonstrar habilidade quando necessário para se concentrar nos estudos, competir e ter sucesso nos exames. Em 1912, ele garantiu a segunda posição no exame de admissão realizado sob os auspícios da Universidade de Calcutá. 

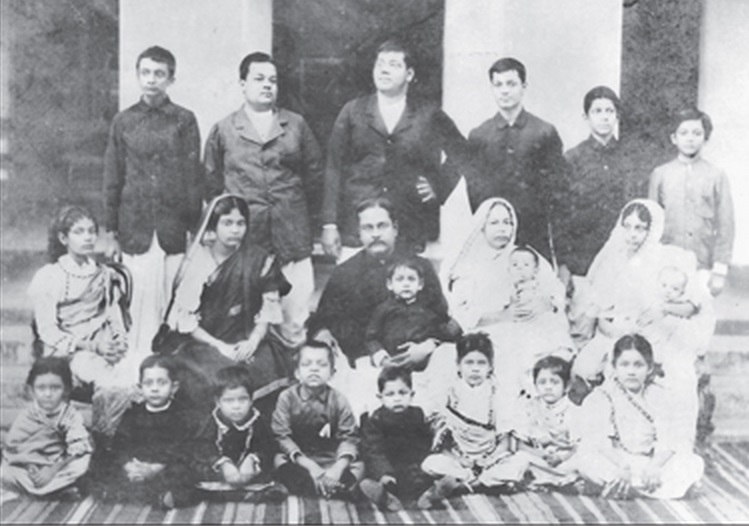
Janakinath Bose, Prabhabati Bose e sua família, por volta de 1905. Sarat Chandra Bose (em pé, no centro) e Subhas Bose (com 8 anos, em pé, na extrema direita).

Subhas Bose seguiu seus cinco irmãos novamente em 1913 para o Presidency College, em Calcutá, o colégio histórico e tradicional para os homens hindus de casta superior de Bengala.   Ele escolheu estudar filosofia, suas leituras incluindo Kant, Hegel, Bergson e outros filósofos ocidentais.  Um ano antes, ele fez amizade com Hemanta Kumar Sarkar, um confidente e parceiro em anseios religiosos.  Na Presidência, os seus laços emocionais fortaleceram-se.  Na linguagem fantasiosa das imagens religiosas, eles declararam seu amor puro um pelo outro.  Nas longas férias de 1914, eles viajaram para o norte da Índia por vários meses em busca de um guru espiritual que os guiasse.  A família de Subhas não foi informada claramente sobre a viagem, o que os levou a pensar que ele havia fugido. Durante a viagem, na qual o guru se mostrou esquivo, Subhas contraiu febre tifóide.  A sua ausência causou sofrimento emocional aos seus pais, levando ambos a desabarem quando ele regressou.  Palavras acaloradas foram trocadas entre Janakinath e Subhas. Foi necessário o retorno do irmão favorito de Subhas, Sarat Chandra Bose, dos estudos de direito na Inglaterra para que os ânimos se acalmassem. Subhas voltou à presidência e ocupou-se com estudos, debates e jornalismo estudantil. 
Em Fevereiro de 1916, Bose foi acusado de ter planeado,  ou participado num incidente que envolveu EF Oaten, Professor de História na Presidência.  Antes do incidente, os alunos alegaram que Oaten havia feito comentários rudes sobre a cultura indiana e colocado coleiras e empurrado alguns alunos; de acordo com Oaten, os alunos estavam fazendo um barulho inaceitavelmente alto do lado de fora de sua sala de aula.  Poucos dias depois, em 15 de fevereiro, alguns estudantes abordaram Oaten numa escada, cercaram-no, espancaram-no com sandálias e fugiram.  Foi constituída uma comissão de inquérito. Embora Oaten, que saiu ileso, não tenha conseguido identificar os seus agressores, um funcionário da faculdade testemunhou ter visto Subhas Bose e o seu colega de turma Ananga Dam entre os que fugiam, confirmando às autoridades o que tinham determinado ser o rumor entre os estudantes.  Tanto Bose como Ananga Dam foram expulsos da faculdade e expulsos da Universidade de Calcutá.  O incidente chocou Calcutá e causou angústia à família de Bose.  Ele foi ordenado a voltar para Cuttack. As conexões de sua família foram utilizadas para pressionar Asutosh Mukherjee, o vice-reitor da Universidade de Calcutá.  Apesar disso, a expulsão de Subhas Bose permaneceu em vigor até 20 de julho de 1917, quando o Sindicato da Universidade de Calcutá lhe concedeu permissão para retornar, mas para outra faculdade.  Ele ingressou no Scottish Church College, onde recebeu seu bacharelado em 1918 na primeira classe com honras em filosofia, ficando em segundo lugar entre todos os alunos de filosofia da Universidade de Calcutá. 
A pedido do seu pai, Subhas Bose concordou em viajar para a Inglaterra para se preparar e comparecer ao exame do Serviço Civil Indiano (ICS).  Ao chegar a Londres em 20 de outubro de 1919, Subhas preparou sua inscrição para o ICS.  Para suas referências, ele citou Lord Sinha de Raipur, Subsecretário de Estado para a Índia, e Bhupendranath Basu, um rico advogado de Calcutá que fazia parte do Conselho da Índia em Londres.  Bose também estava ansioso para ser admitido em uma faculdade na Universidade de Cambridge.  Já havia passado o prazo de admissão.  Ele procurou ajuda de alguns estudantes indianos e do Conselho de Estudantes Não Universitários. O Conselho ofereceu educação universitária a um custo econômico, sem admissão formal em uma faculdade. Bose entrou no registo da universidade em 19 de novembro de 1919 e simultaneamente começou a preparar-se para os exames do serviço público.  Ele escolheu o Tripos de Ciências Mentais e Morais em Cambridge,  cujo requisito de conclusão foi reduzido para dois anos devido ao seu bacharelado em Índia 

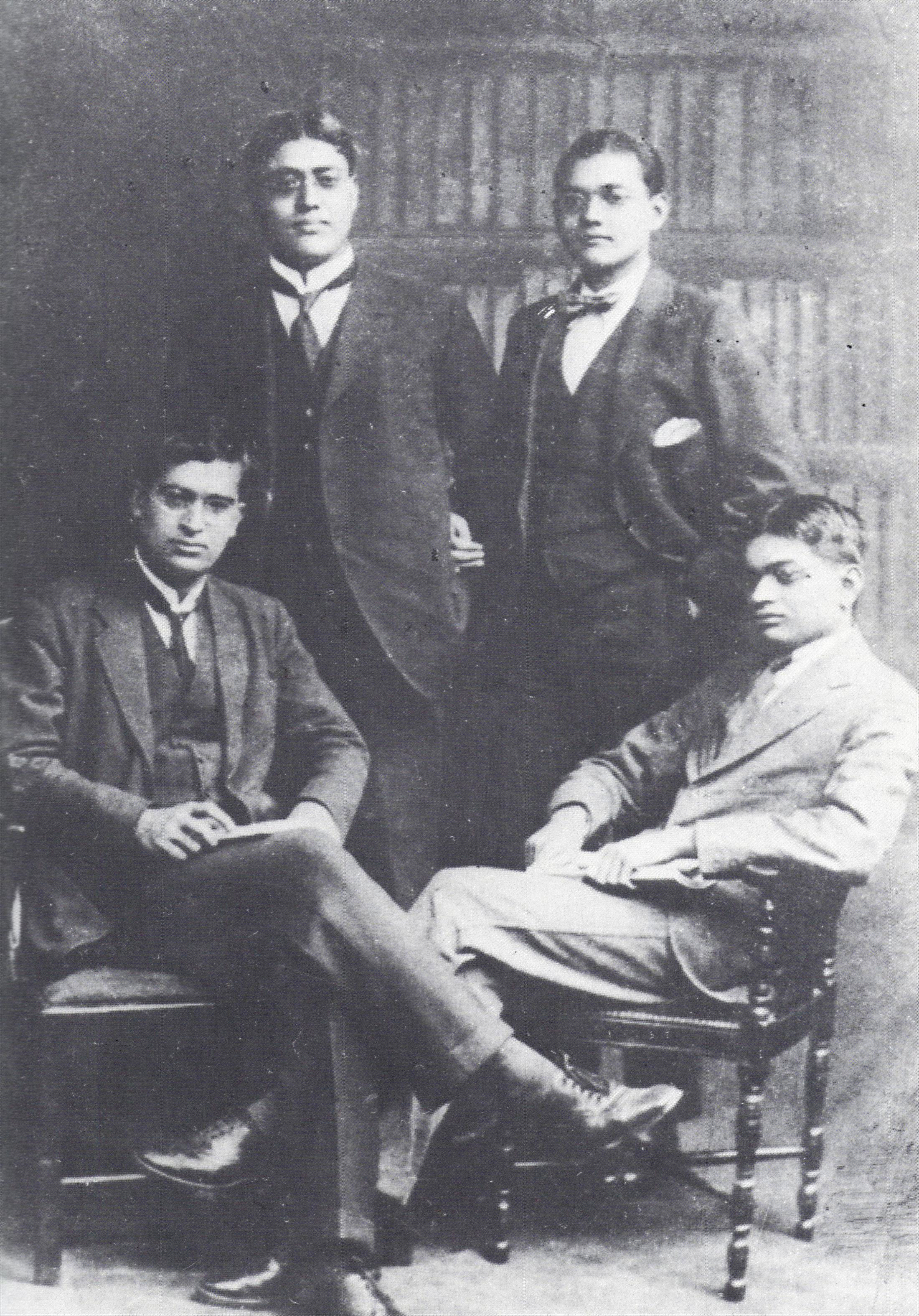
Subhas Bose (em pé, à direita) com amigos na Inglaterra, 1920

Existiam seis vagas no ICS.  Subhas Bose fez o exame competitivo aberto para eles em agosto de 1920 e ficou em quarto lugar.  Este foi um primeiro passo vital.  Ainda restava um exame final em 1921 sobre mais tópicos da Índia, incluindo o Código Penal Indiano, a Lei de Provas da Índia, a história da Índia e uma língua indiana.  Os candidatos aprovados também tiveram que passar por um teste de equitação. Não tendo medo desses assuntos e sendo um cavaleiro, Subhas Bose sentiu que o ICS estava ao seu alcance.  No entanto, entre agosto de 1920 e 1921, ele começou a ter dúvidas sobre a realização do exame final.  Muitas cartas foram trocadas com seu pai e seu irmão Sarat Chandra Bose em Calcutá.  Em uma carta a Sarat, Subhas escreveu:
| “ | "Mas, para um homem do meu temperamento, que se alimenta de ideias que poderiam ser chamadas de excêntricas, a linha de menor resistência não é a melhor a seguir... As incertezas da vida não são assustadoras para quem não tem, no fundo, ambições mundanas. Além disso, não é possível servir o próprio país da melhor e mais completa maneira se estiver acorrentado ao serviço público." | ” |

Em abril de 1921, Subhas Bose tomou a firme decisão de não fazer o exame final para o ICS e escreveu a Sarat informando-o, desculpando-se pela dor que causaria ao seu pai, à sua mãe e a outros membros da sua família.  Em 22 de abril de 1921, ele escreveu ao Secretário de Estado da Índia, Edwin Montagu, declarando: "Desejo que meu nome seja removido da lista de estagiários do Serviço Civil Indiano".  No dia seguinte, ele escreveu novamente a Sarat:
| “ | "Recebi uma carta da minha mãe dizendo que, apesar do que meu pai e outros pensam, ela prefere os ideais que Mahatma Gandhi defende. Não consigo descrever o quanto fiquei feliz em receber tal carta. Será um tesouro para mim, pois removeu algo como um fardo da minha mente." | ” |

Durante algum tempo antes, Subhas Bose esteve em contato com C.R. Das, um advogado que havia ascendido ao comando da política em Bengala; Das encorajou Subhas a retornar a Calcutá.  Com a decisão do ICS agora firmemente apoiada, Subhas Bose fez os exames finais do BA de Cambridge sem muito entusiasmo, passando, mas sendo colocado na terceira classe.  Ele se preparou para embarcar para a Índia em junho de 1921, escolhendo um colega indiano para receber seu diploma. 

### 1921–1932: Congresso Nacional Indiano

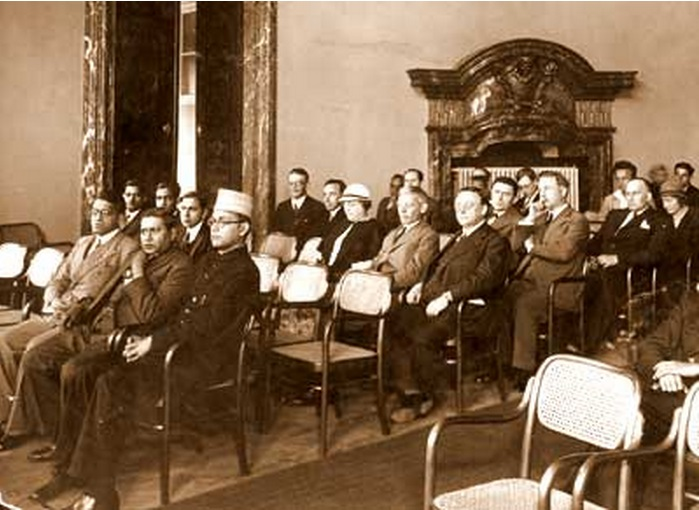
Bose na inauguração da Sociedade da Índia em Praga em 1926

Subhas Bose, de 24 anos, chegou à Índia em Bombaim na manhã de 16 de julho de 1921 e imediatamente começou a marcar uma entrevista com Mahatma Gandhi. Gandhi, de 51 anos, era o líder do movimento de não cooperação que havia tomado a Índia de assalto no ano anterior e que, em um quarto de século, evoluiria para garantir sua independência. [ag] [ah] Gandhi estava em Bombaim e concordou em ver Bose naquela tarde. No relato de Bose sobre a reunião, escrito muitos anos mais tarde, ele criticou Gandhi com pergunta após pergunta.  Bose considerou que as respostas de Gandhi eram vagas, os seus objectivos pouco claros e o seu plano para os atingir não estava bem pensado.  Gandhi e Bose divergiram neste primeiro encontro sobre a questão dos meios — para Gandhi, os meios não violentos para qualquer fim não eram negociáveis; no pensamento de Bose, todos os meios eram aceitáveis ao serviço de fins anticoloniais.  Eles divergiam na questão dos fins: Bose sentia-se atraído por modelos totalitários de governação, que eram anatematizados por Gandhi.  De acordo com o historiador Gordon, "Gandhi, no entanto, colocou Bose em contato com o líder do Congresso e do nacionalismo indiano em Bengala, C.R. Das, e nele Bose encontrou o líder que procurava."  Das era mais flexível do que Gandhi, mais simpático ao extremismo que atraiu jovens idealistas como Bose em Bengala.  Das lançou Bose na política nacionalista.  Bose trabalharia no âmbito da política do Congresso Nacional Indiano por quase 20 anos, mesmo quando tentava mudar seu curso. 
Em 1922, Bose fundou o jornal Swaraj e assumiu a responsabilidade pela publicidade do Comitê do Congresso Provincial de Bengala.  Seu mentor foi Chittaranjan Das, uma voz do nacionalismo agressivo em Bengala. Em 1923, Bose foi eleito presidente do Congresso da Juventude Indiana e também secretário do Congresso do Estado de Bengala. Ele se tornou o editor do jornal "Forward", fundado por Chittaranjan Das.  Bose trabalhou como CEO da Calcutta Municipal Corporation para Das quando este foi eleito prefeito de Calcutá em 1924.  No mesmo ano, quando Bose liderava uma marcha de protesto em Calcutá, ele, Maghfoor Ahmad Ajazi e outros líderes foram presos e encarcerados. Após uma operação contra nacionalistas em 1925, Bose foi enviado para a prisão em Mandalay, Birmânia Britânica, onde contraiu tuberculose. 

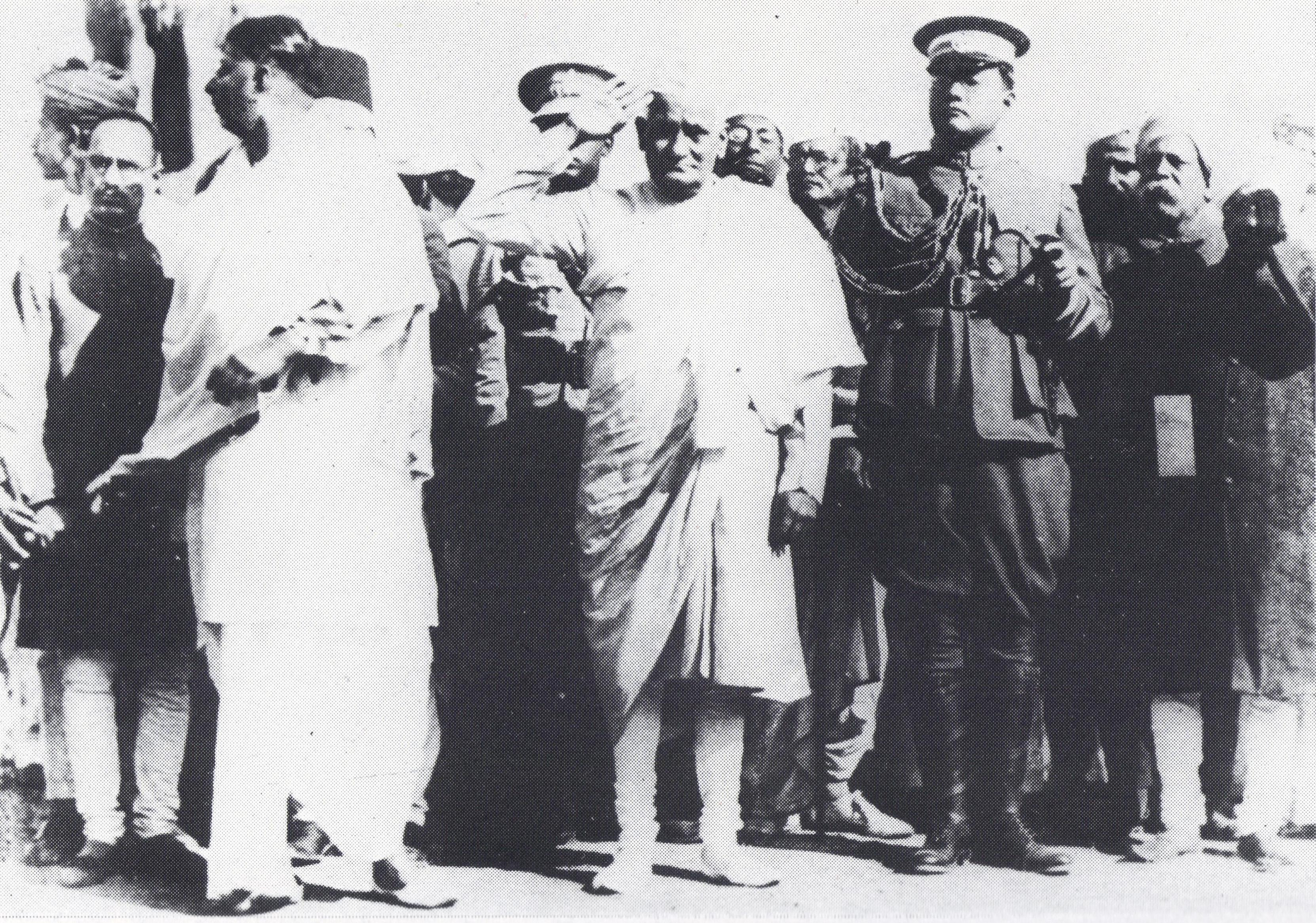
Subhas Bose (em uniforme militar) com o presidente do Congresso, Motilal Nehru, fazendo a saudação. Reunião anual, Congresso Nacional Indiano, 29 de dezembro de 1928

Em 1927, após ser libertado da prisão, Bose tornou-se secretário-geral do Partido do Congresso e trabalhou com Jawaharlal Nehru pela independência. No final de Dezembro de 1928, Bose organizou a Reunião Anual do Congresso Nacional Indiano em Calcutá.  Seu papel mais memorável foi como oficial general comandante (GOC) do Corpo de Voluntários do Congresso.  O autor Nirad Chaudhuri escreveu sobre a reunião:
| “ | "Bose organizou um corpo de voluntários uniformizados, seus oficiais até mesmo receberam dragonas de aço... seu uniforme foi feito por uma empresa de alfaiates britânicos em Calcutá, a Harman's. Um telegrama endereçado a ele como GOC foi entregue ao General Britânico em Fort William e foi alvo de muitas fofocas maliciosas na imprensa (britânica-indiana). Mahatma Gandhi, como um pacifista sincero, jurou não violência, não gostava de exibicionismo, estalos de botas e saudações, e posteriormente descreveu a sessão do Congresso em Calcutá como um circo de Bertram Mills, o que causou grande indignação entre os bengalis." | ” |

Pouco depois, Bose foi novamente preso e encarcerado por desobediência civil; desta vez, ele se tornou prefeito de Calcutá em 1930. 

### 1933–1937: Doença, Áustria, Emilie Schenkl
Em meados da década de 1930, Bose viajou pela Europa, visitando estudantes indianos e políticos europeus, incluindo Benito Mussolini. Ele observou a organização do partido e viu o comunismo e o fascismo em ação. Nesse período, ele também pesquisou e escreveu a primeira parte de seu livro The Indian Struggle, que abordou o movimento de independência do país nos anos de 1920 a 1934. Embora tenha sido publicado em Londres em 1935, o governo britânico proibiu o livro na colônia por receio de que pudesse encorajar a agitação.  Bose foi apoiado na Europa pela Sociedade Centro-Europeia Indiana, organizada por Otto Faltis de Viena.

### 1937–1940: Congresso Nacional Indiano
Em 1938, Bose declarou sua opinião de que o INC "deveria ser organizado na mais ampla frente anti-imperialista com o duplo objetivo de conquistar a liberdade política e o estabelecimento de um regime socialista".  Em 1938, Bose havia se tornado um líder de estatura nacional e concordou em aceitar a nomeação como presidente do Congresso. Ele defendia o Swaraj (autogoverno) irrestrito, incluindo o uso da força contra os britânicos. Isto significou um confronto com Mohandas Gandhi, que de facto se opôs à presidência de Bose,  dividindo o partido do Congresso Nacional Indiano.

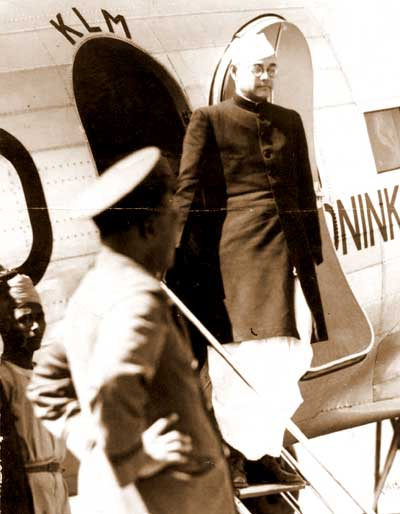
Bose, presidente eleito da INC, chega a Calcutá, em 24 de janeiro de 1938, após dois meses de férias na Áustria.

Bose tentou manter a unidade, mas Gandhi aconselhou Bose a formar seu próprio gabinete. A rixa também dividiu Bose e Nehru; ele apareceu na reunião do Congresso de 1939 em uma maca. Ele foi eleito presidente novamente em detrimento do candidato preferido de Gandhi , Pattabhi Sitaramayya.  U. Muthuramalingam Thevar apoiou fortemente Bose na disputa intra-Congresso. Thevar mobilizou todos os votos do sul da Índia para Bose.  Entretanto, devido às manobras da camarilha liderada por Gandhi no Comitê de Trabalho do Congresso, Bose se viu forçado a renunciar à presidência do Congresso.
Em 22 de junho de 1939, Bose organizou o Bloco de Avanço da Índia, uma facção dentro do Congresso Nacional Indiano,  com o objetivo de consolidar a esquerda política, mas sua principal força estava em seu estado natal, Bengala. U Muthuramalingam Thevar, que foi um fervoroso apoiador de Bose desde o início, juntou-se ao Forward Bloc. Quando Bose visitou Madurai em 6 de setembro, Thevar organizou uma grande manifestação para recebê-lo.
Quando Subhas Chandra Bose estava indo para Madurai, a convite de Muthuramalinga Thevar para angariar apoio para o Bloco Avançado, ele passou por Madras e passou três dias no Pico Gandhi. Sua correspondência revela que, apesar de sua clara aversão à subjugação britânica, ele ficou profundamente impressionado com sua abordagem metódica e sistemática e sua perspectiva firmemente disciplinadora em relação à vida. Na Inglaterra, ele trocou ideias sobre o futuro da Índia com líderes do Partido Trabalhista Britânico e pensadores políticos como Lord Halifax, George Lansbury, Clement Attlee, Arthur Greenwood, Harold Laski, JBS Haldane, Ivor Jennings, GDH Cole, Gilbert Murray e Sir Stafford Cripps.

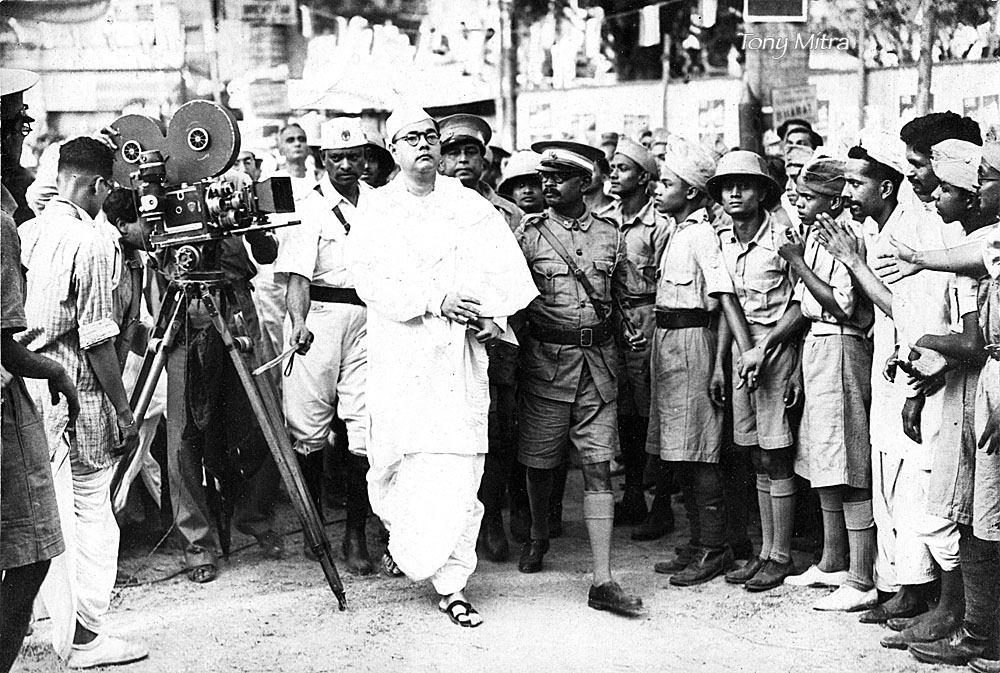
Bose chegando à sessão anual de 1939 do Congresso, onde foi reeleito, mas depois teve que renunciar após desentendimentos com Gandhi e o Alto Comando do Congresso

Ele passou a acreditar que uma Índia independente precisava de autoritarismo socialista, nos moldes do turco Kemal Atatürk, por pelo menos duas décadas. Por razões políticas, Bose teve a permissão das autoridades britânicas negada para se encontrar com Atatürk em Ancara. Durante sua estadia na Inglaterra, Bose tentou agendar encontros com vários políticos, mas apenas os políticos do Partido Trabalhista e Liberais concordaram em se encontrar com ele. Autoridades do Partido Conservador se recusaram a encontrá-lo ou a lhe mostrar cortesia porque ele era um político vindo de uma colônia. Na década de 1930, figuras importantes do Partido Conservador se opuseram até mesmo ao status de Domínio para a Índia. Foi durante o governo do Partido Trabalhista de 1945-1951, com Attlee como primeiro-ministro, que a Índia conquistou a independência.
Com a eclosão da guerra, Bose defendeu uma campanha de desobediência civil em massa para protestar contra a decisão do vice-rei Lord Linlithgow de declarar guerra em nome da Índia sem consultar a liderança do Congresso. Não tendo conseguido persuadir Gandhi da necessidade disto, Bose organizou protestos em massa em Calcutá apelando à remoção do "Monumento Holwell", que então se encontrava na esquina da Praça Dalhousie em memória daqueles que morreram no Buraco Negro de Calcutá.  Ele foi jogado na prisão pelos britânicos, mas foi libertado após uma greve de fome de sete dias. A casa de Bose em Calcutá foi mantida sob vigilância pelo CID. 

### 1941: Fuga para a Alemanha Nazista

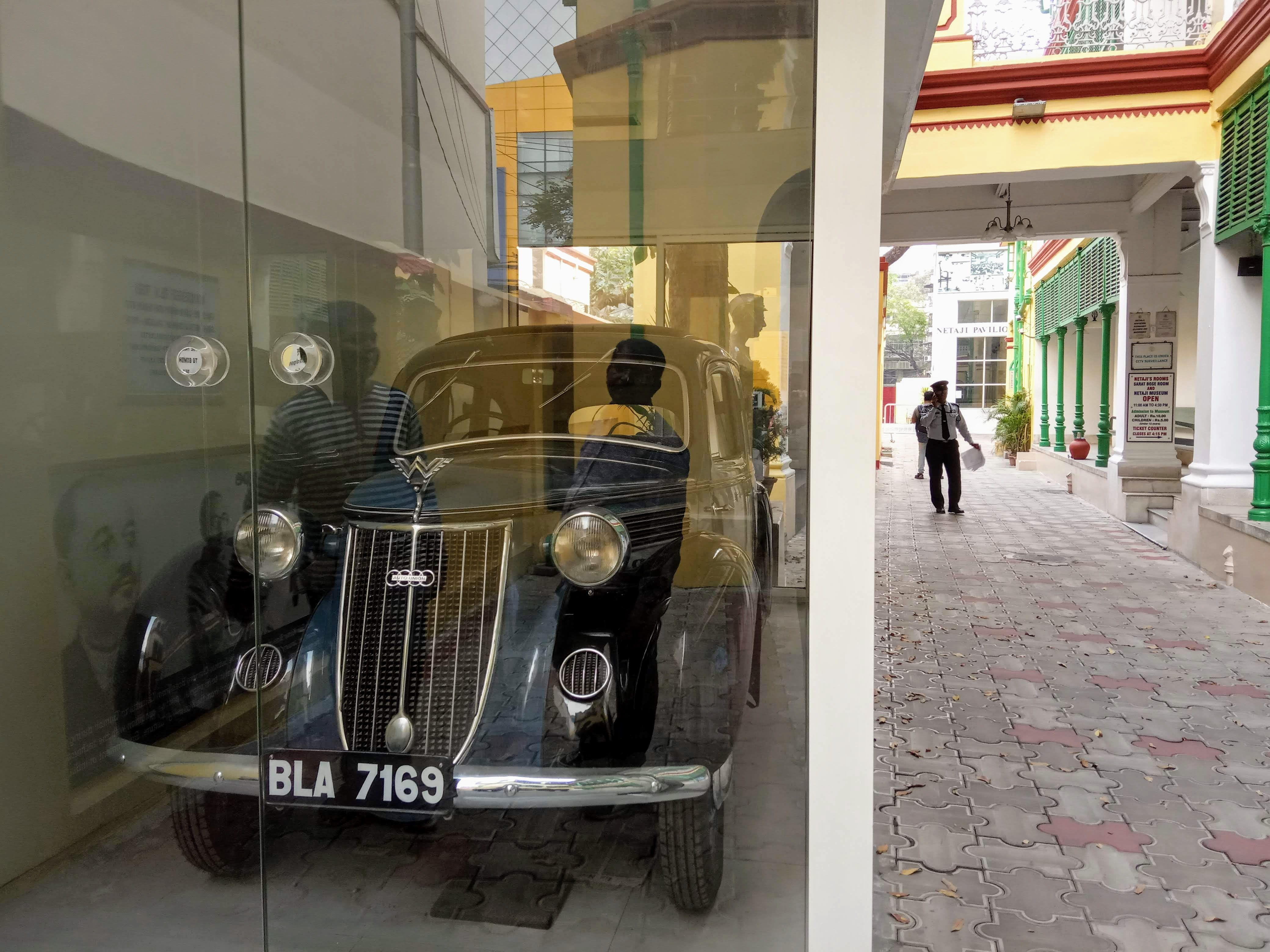
O carro Wanderer que Bose usou para escapar de sua casa em Calcutá em 1941

A prisão de Bose e sua posterior libertação prepararam o cenário para sua fuga para a Alemanha nazista, passando pelo Afeganistão e pela União Soviética. Poucos dias antes de sua fuga, ele buscou a solidão e, com esse pretexto, evitou o encontro com os guardas britânicos e deixou a barba crescer. Na noite de 16 de janeiro de 1941, a noite de sua fuga, ele se vestiu como um pathan (casaco longo marrom, um casaco preto tipo fez e pijama largo) para evitar ser identificado. Bose escapou da vigilância britânica de sua casa na Elgin Road, em Calcutá, na noite de 17 de janeiro de 1941, acompanhado por seu sobrinho Sisir Kumar Bose, chegando mais tarde à Estação Ferroviária de Gomoh (hoje Estação Netaji Subhas Chandra Bose Gomoh) no então estado de Bihar (hoje Jarcanda), Índia.    
Bose viajou para Peshawar com a ajuda da Abwehr, onde foi recebido por Akbar Shah, Mohammed Shah e Bhagat Ram Talwar . Bose foi levado para a casa de Abad Khan, um amigo de confiança de Akbar Shah. Em 26 de janeiro de 1941, Bose começou sua jornada para chegar à Rússia através da fronteira noroeste da Índia Britânica com o Afeganistão. Por esse motivo, ele pediu a ajuda de Mian Akbar Shah, então líder do Bloco Avançado na Província da Fronteira Noroeste. Shah estava fora da Índia a caminho da União Soviética e sugeriu um novo disfarce para Bose assumir. Como Bose não falava pastó, isso o tornaria um alvo fácil para os falantes de pastó que trabalhavam para os britânicos. Por essa razão, Shah sugeriu que Bose agisse como se fosse surdo e mudo e deixasse sua barba crescer para imitar a dos homens da tribo. O guia de Bose, Bhagat Ram Talwar, desconhecido para ele, era um agente soviético.   
Apoiadores de Agacão III o ajudaram a cruzar a fronteira para o Afeganistão, onde ele foi recebido por uma unidade da Abwehr que se fez passar por um grupo de engenheiros de construção de estradas da Organização Todt, que então o ajudaram a atravessar o Afeganistão via Cabul até a fronteira com a União Soviética. Depois de assumir o disfarce de um agente de seguros pastó ("Ziaudddin") para chegar ao Afeganistão, Bose mudou seu disfarce e viajou para Moscou com o passaporte italiano de um nobre italiano, o "Conde Orlando Mazzotta". De Moscou, ele chegou a Roma e de lá viajou para a Alemanha Nazista.    Uma vez na Rússia, a NKVD transportou Bose para Moscou, onde ele esperava que a inimizade histórica da Rússia ao domínio britânico na Índia resultasse em apoio aos seus planos de uma revolta popular na Índia. No entanto, Bose achou a resposta soviética decepcionante e foi rapidamente passado ao embaixador alemão em Moscou, o conde von der Schulenburg. Ele fez com que Bose fosse levado para Berlim em um avião de correio especial no início de abril, onde receberia uma audiência mais favorável de Joachim von Ribbentrop e dos funcionários do Ministério das Relações Exteriores na Wilhelmstrasse.   

### 1941–1943: Colaboração com a Alemanha Nazista
Na Alemanha, Bose foi designado para o Escritório Especial para a Índia sob Adam von Trott zu Solz, que era responsável pela transmissão na Rádio Azad Hind, patrocinada pela Alemanha.  Ele fundou o Centro Índia Livre em Berlim e criou a Legião Indiana (composta por cerca de 4.500 soldados) de prisioneiros de guerra indianos que lutaram pelos britânicos no Norte da África antes de serem capturados pelas forças do Eixo. A Legião Indiana foi anexada à Wehrmacht e mais tarde transferida para a Waffen SS. Seus membros juraram a seguinte lealdade a Hitler e Bose: "Juro por Deus este juramento sagrado que obedecerei ao líder da raça e do estado alemão, Adolf Hitler, como comandante das forças armadas alemãs na luta pela Índia, cujo líder é Subhas Chandra Bose". Este juramento revogou claramente o controle da legião indiana para as forças armadas alemãs, ao mesmo tempo em que afirmava a liderança geral de Bose na Índia. No entanto, ele também estava preparado para prever uma invasão da Índia através da URSS por tropas nazistas, lideradas pela Legião Hind Azad; muitos questionaram seu julgamento aqui, pois parece improvável que os alemães pudessem ter sido facilmente persuadidos a sair após tal invasão, o que também poderia ter resultado em uma vitória do Eixo na guerra. 
Logo, de acordo com o historiador Romain Hayes, "o Ministério das Relações Exteriores (alemão) conseguiu uma residência luxuosa para (Bose), juntamente com um mordomo, cozinheiro, jardineiro e um carro com motorista da SS. Emilie Schenkl mudou-se abertamente para a casa dele. Os alemães, cientes da natureza do relacionamento, abstiveram-se de qualquer envolvimento."  No entanto, a maioria dos funcionários do Escritório Especial para a Índia, que havia sido criado para ajudar Bose, não se dava bem com Emilie.  Em particular, Adam von Trott, Alexander Werth e Freda Kretschemer, de acordo com o historiador Leonard A. Gordon, "parecem não gostar dela intensamente. Eles acreditavam que ela e Bose não eram casados e que ela estava usando sua ligação com Bose para viver uma vida especialmente confortável durante os tempos difíceis da guerra" e que as diferenças eram agravadas por questões de classe.  Em novembro de 1942, Schenkl deu à luz sua filha.
Os alemães não estavam dispostos a formar uma aliança com Bose porque o consideravam impopular em comparação com Mahatma Gandhi e Jawaharlal Nehru.  Na primavera de 1942, o exército alemão estava atolado na URSS. Bose, devido à decepção com a falta de resposta da Alemanha nazista, estava agora ansioso para se mudar para o Sudeste Asiático, onde o Japão havia acabado de obter vitórias rápidas. No entanto, ele ainda esperava reconhecimento oficial da Alemanha nazista. Adolf Hitler, durante seu único encontro com Bose no final de maio de 1942, recusou-se a atender aos pedidos de Bose e facilitou-lhe uma viagem de submarino ao Leste Asiático.  
Em fevereiro de 1943, Bose deixou Schenkl e sua filha bebê e embarcou em um submarino alemão para viajar, por meio de transferência para um submarino japonês, para o sudeste asiático ocupado pelos japoneses. No total, 3.000 prisioneiros de guerra indianos se alistaram na Legião da Índia Livre. Mas em vez de ficar feliz, Bose ficou preocupado. Admirador de esquerda da Rússia, ele ficou arrasado quando os tanques de Hitler cruzaram a fronteira soviética. A situação piorou pelo fato de que o exército alemão, agora em retirada, não estaria em condições de lhe oferecer ajuda para expulsar os britânicos da Índia. Quando conheceu Hitler em maio de 1942, suas suspeitas foram confirmadas, e ele passou a acreditar que o líder nazista estava mais interessado em usar seus homens para obter vitórias de propaganda do que militares. Então, em fevereiro de 1943, Bose embarcou em um submarino alemão e partiu para o Japão. Isto deixou os homens que ele havia recrutado sem liderança e desmoralizados na Alemanha.  

### 1943–1945: Ásia ocupada pelos japoneses

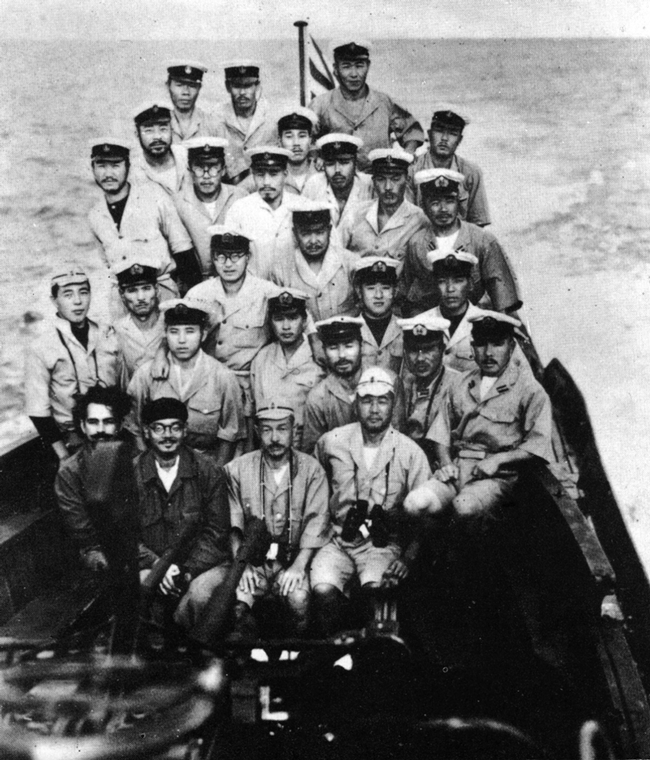
A tripulação do submarino japonês I-29 após o encontro com o submarino alemão U-180, 300 metros a sudeste de Madagascar ; Bose está sentado na primeira fila (28 de abril de 1943)

Em 1943, depois de ficar desiludido com a possibilidade de a Alemanha ajudar a Índia a conquistar sua independência, Bose partiu para o Japão. Ele viajou com o submarino alemão U-180 ao redor do Cabo da Boa Esperança, a sudeste de Madagascar, onde foi transferido para o I-29 para o resto da jornada até o Japão Imperial. Esta foi a única transferência civil entre dois submarinos de duas marinhas diferentes na Segunda Guerra Mundial.  
O Exército Nacional Indiano (INA) foi uma criação do major japonês (e tenente-general do pós-guerra) Iwaichi Fujiwara, chefe da unidade de inteligência japonesa Fujiwara Kikan. A missão de Fujiwara era "levantar um exército que lutasse ao lado do exército japonês".   Ele conheceu Pritam Singh Dhillon, o presidente do capítulo de Bangkok da Liga da Independência da Índia, e através da rede de Pritam Singh recrutou um capitão do exército britânico-indiano capturado, Mohan Singh, na península malaia ocidental em dezembro de 1941. O Primeiro Exército Nacional Indiano foi formado como resultado de uma discussão entre Fujiwara e Mohan Singh na segunda quinzena de dezembro de 1941, e o nome foi escolhido conjuntamente por eles na primeira semana de janeiro de 1942. 
Isso ocorreu de acordo com o conceito e com o apoio do que era então conhecido como Liga da Independência da Índia, liderada em Tóquio pelo líder nacionalista expatriado Rash Behari Bose. No entanto, o primeiro INA foi dissolvido em dezembro de 1942 após desentendimentos entre Hikari Kikan e Mohan Singh, que passaram a acreditar que o Alto Comando Japonês estava usando o INA como um mero peão e ferramenta de propaganda. Singh foi levado sob custódia e as tropas retornaram ao campo de prisioneiros de guerra. Entretanto, a ideia de um exército de independência foi revivida com a chegada de Subhas Chandra Bose ao Extremo Oriente em 1943. Em julho, em uma reunião em Cingapura, Rash Behari Bose entregou o controle da organização para Subhas Chandra Bose. Bose conseguiu reorganizar o exército incipiente e obter apoio massivo entre a população indiana expatriada no sudeste da Ásia, que ofereceu apoio tanto alistando-se no Exército Nacional Indiano quanto financeiramente em resposta aos apelos de Bose por sacrifícios pela causa da independência. O INA tinha uma unidade feminina separada, o Regimento Rani de Jhansi (em homenagem a Rani Lakshmi Bai), chefiado pela Capitã Lakshmi Swaminathan, que é visto como o primeiro do gênero na Ásia.  

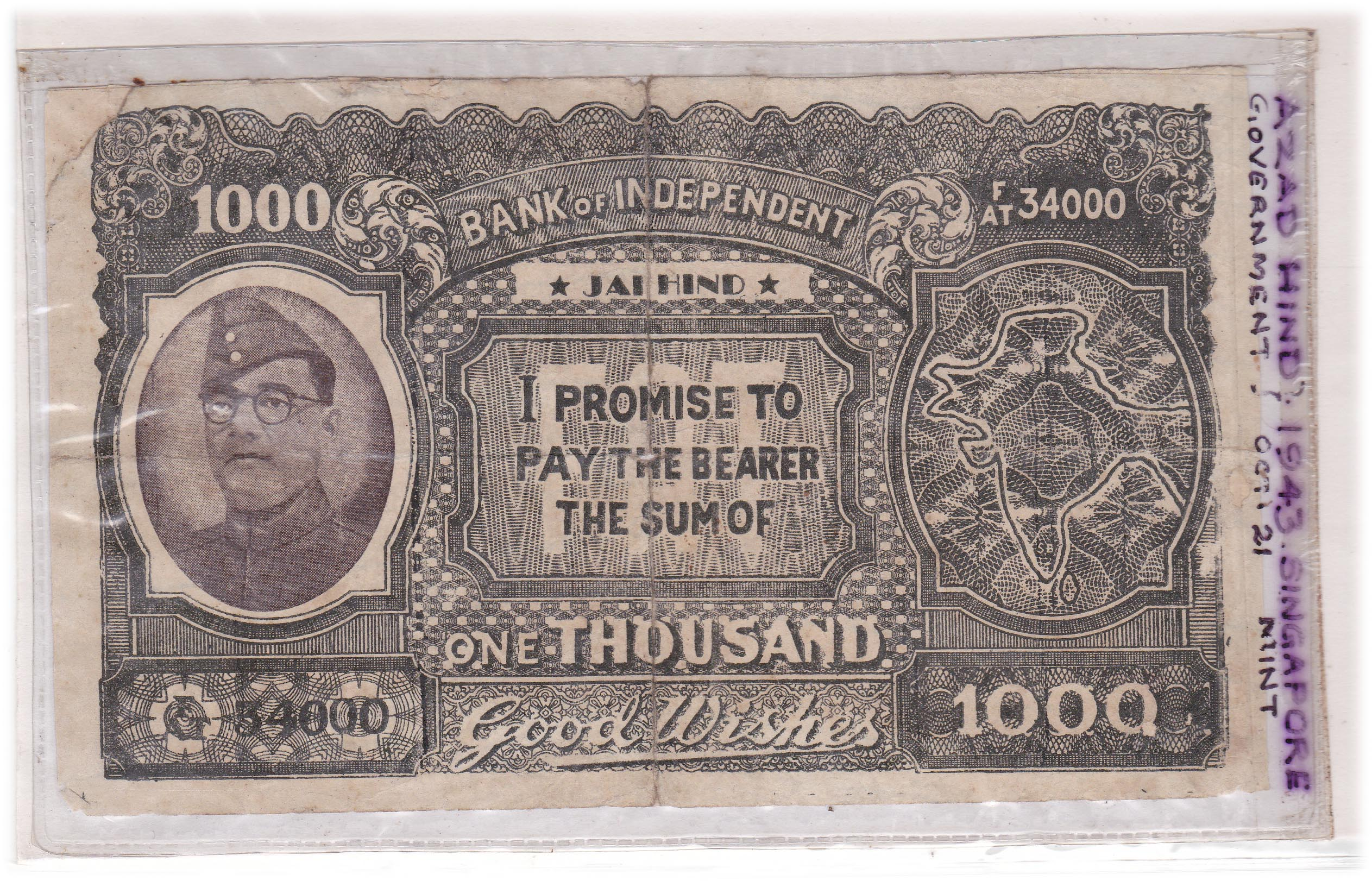
Nota emitida pelo Banco Azad Hind com o retrato de Bose

Mesmo diante de reveses militares, Bose conseguiu manter o apoio ao movimento Azad Hind. Proferida como parte de um discurso motivacional para o Exército Nacional Indiano em um comício de indianos na Birmânia em 4 de julho de 1944, a citação mais famosa de Bose foi: "Dê-me sangue e eu lhe darei a liberdade!". Nela, ele instou o povo da Índia a se juntar a ele em sua luta contra o Raj britânico. Faladas em hindi, as palavras de Bose são altamente evocativas. As tropas do INA estavam sob a égide de um governo provisório, o Governo do Azad Hind, que passou a produzir sua própria moeda, selos postais, tribunal e código civil, e foi reconhecido por nove estados do Eixo — Alemanha, Japão, República Social Italiana, Estado Independente da Croácia, o regime de Wang Jingwei em Nanquim, China, um governo provisório da Birmânia, Manchukuo e Filipinas controladas pelos japoneses. Desses países, cinco eram autoridades estabelecidas sob ocupação do Eixo. Este governo participou na chamada Conferência da Grande Ásia Oriental como observador em Novembro de 1943. 
O primeiro compromisso do INA foi com o avanço japonês em direção às fronteiras do leste indiano de Manipur. As forças especiais do INA, o Grupo Bahadur, estiveram envolvidas em operações atrás das linhas inimigas durante os ataques diversionários em Arakan, bem como no avanço japonês em direção a Infal e Coimá.

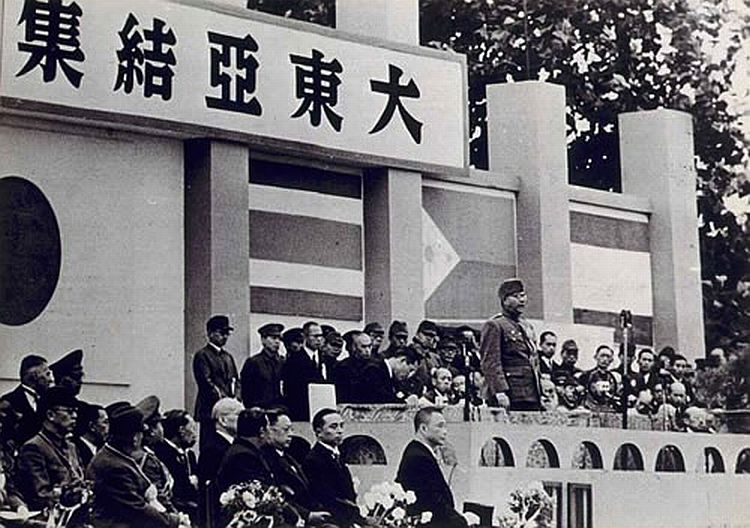
Bose falando em Tóquio em 1943

Os japoneses também tomaram posse das Ilhas Andamão e Nicobar em 1942 e, um ano depois, o Governo Provisório e o INA foram estabelecidos nas Ilhas Andamão e Nicobar, com o Tenente-Coronel Arcot Doraiswamy Loganadan nomeado seu Governador Geral. As ilhas foram renomeadas Shaheed (Mártir) e Swaraj (Independência). Entretanto, a Marinha Japonesa permaneceu no controle essencial da administração da ilha. Durante a única visita de Bose às ilhas no início de 1944, aparentemente com o interesse de protegê-lo de obter conhecimento completo das intenções japonesas, seus anfitriões japoneses o isolaram cuidadosamente da população local. Naquela época, a administração japonesa da ilha estava torturando o líder da Liga de Independência Indiana da ilha, Diwan Singh, que mais tarde morreu devido aos ferimentos na Prisão Cellular. Durante a visita de Bose às ilhas, vários moradores tentaram alertá-lo sobre a situação de Singh, mas aparentemente sem sucesso. Durante este tempo, Loganathan tomou consciência da sua falta de controlo administrativo genuíno e demitiu-se em protesto do cargo de Governador Geral, regressando mais tarde à sede do Governo em Rangoon.  
No continente indiano, uma bandeira tricolor indiana, inspirada naquela do Congresso Nacional Indiano, foi hasteada pela primeira vez na cidade de Moirang, em Manipur, no nordeste da Índia. As cidades adjacentes de Kohima e Imphal foram então cercadas e sitiadas por divisões do Exército Japonês, trabalhando em conjunto com o Exército Nacional Birmanês e com as Brigadas do INA, conhecidas como Brigadas Gandhi e Nehru. Essa tentativa de conquistar o continente indiano teve como codinome do Eixo Operação U-Go.
Durante esta operação, em 6 de julho de 1944, em um discurso transmitido pela Rádio Azad Hind de Cingapura, Bose se dirigiu a Mahatma Gandhi como o "Pai da Nação" e pediu suas bênçãos e bons desejos para a guerra que estava lutando. Esta foi a primeira vez que Gandhi foi referido por esta denominação. As tentativas prolongadas dos japoneses de tomar essas duas cidades esgotaram os recursos japoneses, e a Operação U-Go acabou se mostrando malsucedida. Durante vários meses de ataques japoneses nessas duas cidades, as forças da Comunidade permaneceram entrincheiradas nelas. As forças da Comunidade então contra-atacaram, infligindo sérias perdas às forças lideradas pelo Eixo, que foram forçadas a recuar para o território birmanês. Após a derrota japonesa nas batalhas de Kohima e Imphal, o objetivo do Governo Provisório de Bose de estabelecer uma base na Índia continental foi perdido para sempre.
Ainda assim, o INA lutou em batalhas importantes contra o Exército Indiano Britânico em território birmanês, notavelmente em Meiktilla, Mandalay, Pegu, Nyangyu e Monte Popa. Entretanto, com a queda de Rangum, o governo de Bose deixou de ser uma entidade política eficaz. Uma grande proporção das tropas do INA se rendeu sob o comando do tenente-coronel Loganathan. As tropas restantes recuaram com Bose em direção à Malásia ou seguiram para a Tailândia. A rendição do Japão no final da guerra também levou à rendição dos elementos restantes do Exército Nacional Indiano. Os prisioneiros do INA foram então repatriados para a Índia e alguns foram julgados por traição.

### 18 de agosto de 1945: Morte
Subhas Chandra Bose morreu em 18 de agosto de 1945 devido a queimaduras de terceiro grau após seu avião cair em Formosa (hoje Taiwan),  governada pelos japoneses.    No entanto, muitos dos seus apoiantes, especialmente em Bengala, recusaram-se na altura, e recusam-se desde então, a acreditar no facto ou nas circunstâncias da sua morte.    Teorias da conspiração surgiram poucas horas após sua morte e persistiram depois disso,  [ak] mantendo vivos vários mitos marciais sobre Bose. 
Em Taihoku, por volta das 2h30 pm quando o bombardeiro com Bose a bordo estava saindo da rota padrão usada por aeronaves durante a decolagem, os passageiros que estavam dentro ouviram um som alto, semelhante ao de um motor estourando.   Os mecânicos na pista viram algo cair do avião.  Era o motor do lado da porta, ou parte dele, e a hélice.   O avião girou bruscamente para a direita e despencou, caindo, partindo-se em dois e explodindo em chamas.   No interior, o piloto-chefe, o copiloto e o tenente-general Tsunamasa Shidei, o vice-chefe do Estado-Maior do Exército Japonês de Kwantung, que deveria ter feito as negociações para Bose com o exército soviético na Manchúria,  foram mortos instantaneamente.   O assistente de Bose, Habibur Rahman, ficou atordoado, desmaiando brevemente, e Bose, embora consciente e não mortalmente ferido, ficou encharcado de gasolina.  Quando Rahman acordou, ele e Bose tentaram sair pela porta dos fundos, mas descobriram que ela estava bloqueada pela bagagem.  Eles então decidiram correr através das chamas e sair pela frente.  O pessoal de terra, que se aproximava do avião, viu duas pessoas cambaleando em sua direção, uma das quais se havia transformado numa tocha humana.  A tocha humana acabou por ser Bose, cujas roupas encharcadas de gasolina se incendiaram instantaneamente.  Rahman e alguns outros conseguiram apagar as chamas, mas também notaram que o rosto e a cabeça de Bose pareciam gravemente queimados.  Segundo Joyce Chapman Lebra, "Um camião que serviu de ambulância levou Bose e os outros passageiros para o Hospital Militar de Nanmon, a sul de Taihoku."  O pessoal do aeroporto chamou o Dr. Taneyoshi Yoshimi, o cirurgião responsável do hospital, por volta das 3 horas PM.  Bose estava consciente e bastante coerente quando chegaram ao hospital e durante algum tempo depois.  Bose estava nu, exceto por um cobertor enrolado em volta dele, e o Dr. Yoshimi imediatamente viu evidências de queimaduras de terceiro grau em muitas partes do corpo, especialmente no peito, duvidando muito que ele sobreviveria.  O Dr. Yoshimi começou prontamente a tratar Bose e foi auxiliado pelo Dr. Tsuruta.  De acordo com o historiador Leonard A. Gordon, que entrevistou todo o pessoal do hospital mais tarde:
| “ | Um desinfetante, Rivamol, foi aplicado sobre a maior parte de seu corpo e, em seguida, uma pomada branca foi aplicada e ele foi enfaixado sobre a maior parte do corpo. O Dr. Yoshimi deu a Bose quatro injeções de Cânfora e duas de Digitamina para seu coração enfraquecido. Essas injeções foram administradas a cada 30 minutos. Como seu corpo havia perdido fluidos rapidamente após a queimadura, ele também recebeu soluto de Ringer por via intravenosa. Um terceiro médico, Dr. Ishii, administrou-lhe uma transfusão de sangue. Um ordenança, Kazuo Mitsui, um soldado do exército, estava no quarto e várias enfermeiras também o auxiliavam. Bose ainda estava com a mente lúcida, o que o Dr. Yoshimi achou notável para alguém com ferimentos tão graves. | ” |

Logo, apesar do tratamento, Bose entrou em coma.   Poucas horas depois, entre 21h e 22h (hora local) de sábado, 18 de agosto de 1945, Bose morreu aos 48 anos.  
O corpo de Bose foi cremado no crematório principal de Taihoku dois dias depois, em 20 de agosto de 1945.  Em 23 de agosto de 1945, a agência de notícias japonesa Do Trzei anunciou a morte de Bose e Shidea.  Em 7 de setembro, um oficial japonês, o tenente Tatsuo Hayashida, levou as cinzas de Bose para Tóquio e, na manhã seguinte, elas foram entregues ao presidente da Liga Indiana de Independência de Tóquio, Rama Murti.  Em 14 de setembro, um serviço memorial foi realizado para Bose em Tóquio e alguns dias depois as cinzas foram entregues ao sacerdote do Templo Renkōji do Budismo de Nichiren em Tóquio.   Lá permaneceram desde então. 
Entre o pessoal do INA, havia descrença, choque e trauma generalizados. Os mais afectados foram os jovens indianos tâmeis da Malásia e de Singapura, tanto homens como mulheres, que constituíam a maior parte dos civis que se tinham alistado no INA.  Os soldados profissionais do INA, a maioria dos quais eram punjabis, enfrentavam um futuro incerto, com muitos deles a esperarem fatalisticamente represálias dos britânicos.  Na Índia, a linha oficial do Congresso Nacional Indiano foi expressa sucintamente numa carta que Mohandas Karamchand (Mahatma) Gandhi escreveu a Rajkumari Amrit Kaur.  Disse Gandhi: "Subhas Bose morreu bem. Ele era, sem dúvida, um patriota, embora equivocado."  Muitos congressistas não perdoaram Bose por brigar com Gandhi e por colaborar com o que eles consideravam ser fascismo japonês. Os soldados indianos do exército britânico-indiano, cerca de dois milhões e meio dos quais lutaram durante a Segunda Guerra Mundial, estavam em conflito sobre o INA. Alguns viam o INA como traidores e queriam que eles fossem punidos; outros se sentiam mais solidários. O Raj britânico, embora nunca tenha sido seriamente ameaçado pelo INA, julgou 300 oficiais do INA por traição nos julgamentos do INA, mas acabou por recuar. 

## Ideologia
Subhas Chandra Bose acreditava que o Bhagavad Gita era uma grande fonte de inspiração para a luta contra os britânicos.  Os ensinamentos de Swami Vivekananda sobre universalismo, seus pensamentos nacionalistas e sua ênfase no serviço social e na reforma inspiraram Subhas Chandra Bose desde muito jovem. A nova interpretação das antigas escrituras da Índia o atraiu imensamente.  Alguns estudiosos acreditam que a espiritualidade hindu constituiu uma parte essencial do seu pensamento político e social.  Como explica o historiador Leonard Gordon: "As explorações religiosas interiores continuaram a fazer parte da sua vida adulta. Isto distinguiu-o do número cada vez maior de socialistas e comunistas ateus que pontilhavam a paisagem indiana." 
Bose expressou pela primeira vez a sua preferência por "uma síntese do que a Europa moderna chama de socialismo e fascismo" num discurso proferido em Calcutá em 1930.  Mais tarde, Bose criticou a declaração de Nehru em 1933 de que não há "meio-termo" entre comunismo e fascismo, descrevendo-a como "fundamentalmente errada". Bose acreditava que o comunismo não ganharia terreno na Índia devido à sua rejeição do nacionalismo e da religião e sugeriu que uma "síntese entre comunismo e fascismo" poderia se consolidar.  Em 1944, Bose afirmou de forma semelhante: “A nossa filosofia deve ser uma síntese entre o nacional-socialismo e o comunismo”. 

### Autoritarismo
Bose acreditava que o autoritarismo poderia trazer a libertação e a reconstrução da sociedade indiana. Ele expressou admiração pelos métodos autoritários que viu na Itália e na Alemanha durante a década de 1930; ele pensou que eles poderiam ser usados para construir uma Índia independente. 
Para um grande número de líderes do Congresso, o programa de Bose compartilhava semelhanças suficientes com os fascistas japoneses.  Depois de ser marginalizado no Congresso, Bose escolheu abraçar regimes fascistas como aliados contra os britânicos e fugiu da Índia.   Bose acreditava que a Índia “deveria ter um sistema político — Estado — de carácter autoritário” e “um governo central forte com poderes ditatoriais durante alguns anos”.
Anteriormente, Bose tinha expressado claramente a sua convicção de que a democracia era a melhor opção para a Índia.  Entretanto, durante a guerra (e possivelmente já na década de 1930), Bose parece ter decidido que nenhum sistema democrático seria adequado para superar a pobreza e as desigualdades sociais da Índia, e escreveu que um estado socialista semelhante ao da Rússia Soviética (que ele também tinha visto e admirado) seria necessário para o processo de reconstrução nacional. [al] Consequentemente, alguns sugerem que a aliança de Bose com o Eixo durante a guerra foi baseada em mais do que apenas pragmatismo e que Bose era um nacionalista militante, embora não fosse um nazista nem um fascista, pois apoiava o empoderamento das mulheres, o secularismo e outras ideias liberais; alternativamente, outros consideram que ele pode ter usado métodos populistas de mobilização comuns a muitos líderes pós-coloniais. 

### Antissemitismo
Desde antes do início da Segunda Guerra Mundial, Bose se opôs às tentativas de conceder asilo aos refugiados judeus na Índia.   O grande pogrom antijudaico chamado "Noite dos Cristais" aconteceu em 9 de novembro de 1938. No início de dezembro, os jornais pró-Hindu Mahasabha publicaram artigos dando apoio ao antissemitismo alemão. Essa postura colocou o Hindu Mahasabha em conflito com o Congresso que, em 12 de dezembro, emitiu uma declaração contendo referências a eventos europeus recentes. No Congresso, apenas Bose se opôs a essa postura do partido. Depois de alguns meses em abril de 1939, Bose recusou-se a apoiar a moção do partido de que os judeus poderiam encontrar refúgio na Índia.  
Em 1938, Bose denunciou a política racial nazista e a perseguição aos judeus. Entretanto, em 1942, ele publicou um artigo no periódico Angriff, onde escreveu que os indianos eram verdadeiros arianos e "irmãos" dos alemães. Bose acrescentou que a suástica (símbolo da Alemanha Nazista) era um antigo símbolo indiano. Bose insistiu que o antissemitismo deveria fazer parte do movimento de libertação indiano porque os judeus ajudaram os britânicos a explorar os indianos. O Jewish Chronicle condenou Bose como “o traidor antijudaico da Índia” por causa deste artigo.
Romain Hayes descreve o legado problemático de Bose com atrocidades relacionadas aos judeus nas seguintes palavras:
| “ | O aspecto mais preocupante da presença de Bose na Alemanha Nazista não é militar ou político, mas sim ético. Sua aliança com o regime mais genocida da história apresenta sérios dilemas justamente por sua popularidade e por ter construído uma carreira vitalícia lutando pela "boa causa". Como um homem que iniciou sua carreira política aos pés de Gandhi acabou com Hitler, Mussolini e Tojo? Mesmo no caso de Mussolini e Tojo, a gravidade do dilema empalidece em comparação com a representada por sua associação com Hitler e a liderança nazista. A questão mais perturbadora, frequentemente ignorada, é que nos muitos artigos, atas, memorandos, telegramas, cartas, planos e transmissões que Bose deixou na Alemanha, ele não expressou a menor preocupação ou simpatia pelos milhões que morreram nos campos de concentração. Nenhum de seus associados ou colegas de guerra em Berlim jamais o cita expressando qualquer indignação. Nem mesmo quando os horrores de Auschwitz e seus campos satélites foram expostos ao mundo após sua libertação pelas tropas soviéticas no início de 1945, revelando publicamente pela primeira vez a natureza genocida do regime nazista, Bose reagiu. | ” |

## Citações
Sua citação mais famosa foi "Dê-me sangue e eu lhe darei a liberdade".  Outra citação famosa foi Dilli Chalo ("Rumo a Déli)!" Este era o chamado que ele fazia aos exércitos do INA para motivá-los. Outro slogan cunhado por ele foi "Ittefaq, Etemad, Qurbani" (Urdu para "Unidade, Acordo, Sacrifício"). 

## Legado
O desafio de Bose à autoridade britânica na Índia fez dele um herói entre muitos indianos, [b] [c] [d] no entanto, suas alianças de guerra com a Alemanha Nazista e o Japão Imperial deixaram um legado repleto de autoritarismo, antissemitismo e fracasso militar. [am]  [an] [ao]

### Memoriais
Bose foi destaque nos selos da Índia em 1964, 1993, 1997, 2001, 2016, 2018 e 2021. Bose também foi destaque em moedas de ₹ 2 em 1996 e 1997, moedas de ₹ 75 em 2018 e moedas de ₹ 125 em 2021. Lugares notáveis que levam seu nome incluem:
- Aeroporto Internacional Netaji Subhas Chandra Bose em Calcutá, Bengala Ocidental.
- Estação Ferroviária Netaji Subhas Chandra Bose Gomoh em Gomoh, Jarcanda.
- Netaji Express, um trem que circula entre Howrah, Bengala Ocidental e Kalka, Harianá.
- Terminal de Ônibus Cuttack Netaji em Cuttack, Orrisa.
- Estação de Metrô Netaji Bhavan, Estação de Metrô Netaji em Calcutá, Bengala Ocidental e Estação de Metrô Netaji Subhash Place em Déli.
- Ilha Netaji Subhash Chandra Bose em Andamão e Nicobar.
- Netaji Subhas Chandra Bose Setu (ponte mais longa de Orrisa) em Cuttack, Orrisa.
- Estrada Netaji Subhash Chandra Bose em Calcutá, Bengala Ocidental.
- Museu da Guerra do INA em Moirang, Manipur.
- Estádio Coberto Netaji em Calcutá, Bengala Ocidental.
- Complexo Esportivo DDA Netaji Subhash em Déli
- Estádio Netaji em Port Blair, Andamão e Nicobar.
- Universidade Aberta Netaji Subhas em Calcutá, Bengala Ocidental, a Universidade de Tecnologia Netaji Subhash em Déli, a Universidade Netaji Subhas em Jamshedpur, Jarcanda e muitas outras coisas na Índia receberam seu nome em sua homenagem.

Em 23 de agosto de 2007, o primeiro-ministro japonês, Shinzō Abe, visitou o Netaji Bhawan em Calcutá.   Abe, que também recebeu o Prêmio Netaji de 2022, disse à família de Bose: "Os japoneses estão profundamente comovidos com a forte vontade de Bose de liderar o movimento de independência da Índia do domínio britânico. Netaji é um nome muito respeitado no Japão."  
Em 2021, o Governo da Índia declarou 23 de janeiro como Parakram Divas para comemorar o aniversário de nascimento de Subhas Chandra Bose. O partido político, o Congresso Trinamool e o Bloco de Avanço da Índia exigiram que o dia fosse comemorado como "Deshprem Divas". Em 2019, o Governo da Índia inaugurou um museu sobre Netaji Subhash Chandra Bose e seu INA no Forte Vermelho, em Nova Délhi. Em 2022, o Governo da Índia inaugurou uma estátua de Netaji Subhas Chandra Bose no Portão da Índia. Também no mesmo ano, o Governo da Índia iniciou um prêmio oficial,  Subhas Chandra Bose Aapda Prabandhan Puraskar, para aqueles que realizam um excelente trabalho em gestão de desastres.

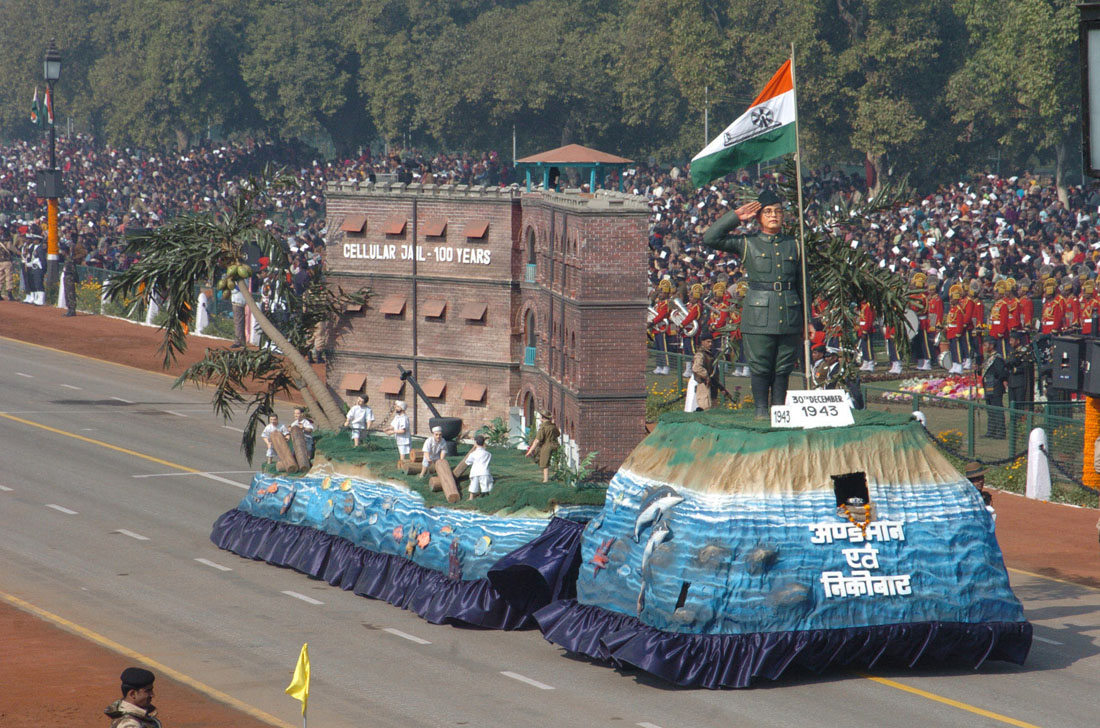
Bose no quadro de Andamão e Nicobar no Desfile do Dia da República de 2006 em Nova Déli

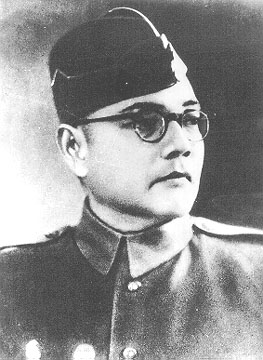
Subhas em uniforme do Exército

### Na mídia popular
- Netaji Subhash, um documentário sobre Bose, foi lançado em 1947 e dirigido por Chhotubhai Desai.[159]
- Subhas Chandra é um filme biográfico indiano de 1966, em língua bengali, dirigido por Pijush Basu.[160] [161]
- Neta Ji Subhash Chandra Bose é um filme biográfico indiano de 1966 sobre Bose, de Hemen Gupta.[159]
- Em 2004, Shyam Benegal dirigiu o filme biográfico, Netaji Subhas Chandra Bose: The Forgotten Hero retratando sua vida na Alemanha Nazista (1941–1943), na Ásia ocupada pelos japoneses (1943–1945) e os eventos que levaram à formação do Azad Hind Fauj. [162] O filme recebeu aclamação da crítica no BFI London Film Festival e ganhou o National Film Award de Melhor Longa-Metragem sobre Integração Nacional e o National Film Award de Melhor Design de Produção daquele ano. [163] [164]
- Mahanayak, romance histórico marata publicado em 2005 sobre a vida de Subhash Chandra Bose, escrito pelo autor Marathi Vishvas Patil.
- His Majesty's Opponent, uma biografia de Subhash Chandra Bose, escrita por Sugata Bose, publicada em 2011.
- Subhash Chandra Bose: The Mystery, um documentário de 2016 de Iqbal Malhotra, segue teorias da conspiração sobre a morte de Bose.[165]
- Netaji Bose – The Lost Treasure é um documentário de televisão de 2017 que foi ao ar na History TV18, que explora a controvérsia do tesouro do INA.[166]
- Em 2017, a ALTBalaji e a BIG Synergy Media lançaram uma websérie de 9 episódios, Bose: Dead/Alive, criada por Ekta Kapoor, uma versão dramatizada do livro India's Biggest Cover-up, escrito por Anuj Dhar, estrelado pelo ator de Bollywood Rajkummar Rao como Subhas Chandra Bose e Anna Ador como Emilie Schenkl. A série foi elogiada pelo público e pela crítica, por seu enredo, performance e design de produção. [167]
- Em janeiro de 2019, a Zee Bangla começou a transmitir a série de televisão diária Netaji.
- Gumnaami é um filme de mistério indiano-bengali de 2019 dirigido por Srijit Mukherji, que trata do mistério da morte de Netaji, baseado nas Audiências da Comissão Mukherjee.